# أندرو زامورانو
أندرو زامورانو (بالإسبانية: Andrew Zamorano)‏ هو لاعب كرة قدم أوروغواياني، ولد في 4 فبراير 1995 في الأوروغواي. لعب مع سبورتيفو سيريتو.

## وصلات خارجية
- أندرو زامورانو على موقع قاعدة بيانات كرة القدم.إي يو (الإنجليزية)
- أندرو زامورانو على موقع Soccerway.com (الإنجليزية)